# Eino Forsström
Eino Vilho Forsström (Finnország, Helsinki, 1889. április 10. – Finnország, Helsinki, 1961. július 26.) olimpiai ezüst- és bronzérmes finn tornász.
Az 1908. évi nyári olimpiai játékokon indult, és mint tornász versenyzett. Csapat összetettben bronzérmes lett. Az 1912. évi nyári olimpiai játékokon visszatért, ismét mint tornász és a csapat összetettben szabadon választott szerekkel ezüstérmes lett.